# 宇文贞 (酆王)
宇文贞（6世纪—581年），字乾雅，周明帝宇文毓的第二子。
初封酆国公。建德三年二月丁酉（574年3月14日），进爵为酆王。大象元年九月乙卯（579年11月1日），为大冢宰。和他的儿子济阴郡公宇文德文都被隋文帝杀害，国除。

## 资料来源
- 《周書》
- 《北史》